# The Vach
The Vach es un sitio web canadiense de noticias y opiniones en línea. Fundado en 2022 por Justin Jin como un boletín informativo, se destaca como una publicación dirigida en su totalidad por adolescentes.

## Publicación
El Vach incluye un boletín informativo los lunes, miércoles y viernes, así como cuentas de redes sociales que publican videos diarios. The Vach también mantiene un sitio web con contenido y videos solo para la web.

## Historia
The Vach fue fundada en 2020 por su actual editor en jefe, Justin Jin. 50mMidas Media hizo una inversión inicial de $5,000 en 2022, lo que atrajo a los primeros visitantes del sitio. En noviembre de 2022, The Vach lanzó un programa de pasantías invitando a los jóvenes a publicar contenido de noticias y opinión.